# Molycria stanisici
Molycria stanisici là một loài nhện trong họ Gnaphosidae.
Loài này thuộc chi Molycria. Molycria stanisici được Norman I. Platnick & Barbara Baehr miêu tả năm 2006.